# Frančišek
Frančišek ist ein slowenischer Vorname. 

## Herkunft und Bedeutung
Der Name ist die slowenische Form von Franz.

## Namensträger
(Auswahl)
- Frančišek Jere (1881–??), Priester
- Frančišek Lampe (1859–1900), Philosoph, Theologe, Schriftsteller
- Frančišek Borgia Sedej (1854–1931), Priester, Bischof und Erzbischof